# Tony Ronald
Siegfried André den Boer Kramer (Arnhem, Países Bajos; 27 de octubre de 1941-Barcelona, España; 3 de marzo de 2013), conocido artísticamente como Tony Ronald, fue un cantante neerlandés en castellano, catalán e inglés y productor musical que destacó en los años 1960 y 1970 en la música pop española.

## Biografía
De origen neerlandés, se trasladó a Barcelona a finales de la década de 1950 tras finalizar el servicio militar en su país de origen.
Comenzó en la música junto con su hermano Charley Kurt, formando el grupo Kroner's Duo, que después fueron conocidos como Tony Ronald y sus Kroner's y también como Tony Ronald Group, con escaso éxito. Finalmente acabó cantando en solitario y así consiguió buena parte de sus logros musicales. 
Uno de sus mayores éxitos fue la canción «Help (Get Me Some Help)», más conocida como «Help, ¡Ayúdame!» (1971), que lo colocó en los primeros puestos de las listas de ventas. En México, esta canción fue un éxito muy popular y ayudó a que tuviera su segundo éxito: «I Love You, Baby», interpretada ambas en inglés y en castellano. Además versionó canciones de the Beatles, the Monkees o Little Richard. En 1972 grabó una versión en portugués de la canción «Help (Get Me Some Help)» llamada «Vem me ajudar», ejecutada por la banda brasileña The Fevers.
A partir de 1977 se convirtió en productor musical de grupos españoles, aunque continuó ofreciendo conciertos de sus temas y versiones.
Falleció en Barcelona, una semana después de despedirse de los escenarios tras una larga enfermedad. Fue incinerado el 5 de marzo de 2013.

## Discografía
- 1972: Se llama Tony Ronald
- 1973: Soñar con los ojos abiertos
- 1974: Juntos
- 1977: «Dejaré la llave en mi puerta» (tema)
- 1988: Buenas vibraciones
- 1997: Reunión con Charles Recurt (CD)
- 2004: Grandes baladas (CD)
- 2004: T. R. canta rock clásicos (CD)